# Neoserica sandeana
Neoserica sandeana är en skalbaggsart som beskrevs av Brenske 1901. Neoserica sandeana ingår i släktet Neoserica och familjen Melolonthidae. Inga underarter finns listade i Catalogue of Life.